# 8 (album)
#8 je osmé studiové album amerického hudebníka JJ Calea. Vydáno bylo v roce 1983 společností Mercury Records. Jeho producentem byl spolu s Calem jeho dlouholetý spolupracovník Audie Ashworth a dále se na albu podíleli například Richard Thompson a Spooner Oldham, stejně jako Caleova manželka Christine Lakeland.

## Seznam skladeb
| Pořadí | Název                   | Autor                       | Délka |
| ------ | ----------------------- | --------------------------- | ----- |
| 1.     | Money Talks             | JJ Cale, Christine Lakeland | 4:19  |
| 2.     | Losers                  | Cale, Lakeland              | 2:40  |
| 3.     | Hard Times              | Cale                        | 3:55  |
| 4.     | Reality                 | Cale                        | 2:22  |
| 5.     | Takin' Care of Business | Cale                        | 2:10  |
| 6.     | People Lie              | Cale                        | 2:11  |
| 7.     | Unemployment            | Cale                        | 4:09  |
| 8.     | Trouble in the City     | Cale                        | 3:22  |
| 9.     | Teardrops in My Tequila | Paul Craft                  | 2:15  |
| 10.    | Livin' Here Too         | Cale                        | 2:18  |

## Obsazení
- JJ Cale – zpěv, kytara, baskytara, klavír, bicí
- Steve Ripley – kytara
- Richard Thompson – kytara
- Ray Edenton – kytara
- Weldon Myrick – kytara
- Bob Moore – baskytara
- Jim Karstein – bicí
- Tim Drummond – bicí
- Karl Himmel – bicí
- Buddy Harman – bicí
- Glen D. Hardin – klávesy, bicí
- Christine Lakeland – zpěv, klávesy
- Tony Migliore – klavír
- Spooner Oldham – klávesy